# Esterri de Cardós
Esterri de Cardós és un poble i municipi de la comarca del Pallars Sobirà. El terme municipal d'Esterri de Cardós és dels pocs que al llarg del segle XX no ha sofert modificacions. El 1847 sí que sofrí l'agregació dels antics ajuntaments d'Arrós i de Ginestarre.
Està situat al nord-est de la comarca, en el centre de la Vall de Cardós, però no en la vall principal, la de la Noguera de Cardós, sinó en la seva principal vall subsidiària que s'obre cap a llevant, a la dreta del Torrent d'Esterri. És en un contrafort occidental de la Serra de Costuix.
Esterri de Cardós té l'església parroquial romànica de Sant Pau i Sant Pere, situada a l'extrem nord-oest del nucli de població, a més de la capella particular de Sant Antoni de Pàdua de Casa Castellar.

## Etimologia
Segons Joan Coromines, Esterri és un dels molts topònims pirinencs d'origen bascoide. S'hi ajunten dues arrels basques, esto (tanca, pleta) i erri (lloc, indret): el lloc de la tanca.
La segona part del topònim fa referència a la vall on es troba: la Vall de Cardós.

## Geografia
- Llista de topònims d'Esterri de Cardós (Orografia: muntanyes, serres, collades, indrets..; hidrografia: rius, fonts...; edificis: cases, masies, esglésies, etc).

Esterri de Cardós és al nord de la comarca del Pallars Sobirà. No és un terme municipal gaire extens, per la qual cosa queda gairebé envoltat pels termes veïns, molt més grans, de Vall de Cardós, que ocupa tot el seu límit de ponent, Lladorre, al nord, i Alins, que s'estén per tot el costat occidental i meridional.
Termes municipals limítrofs:
|                | Lladorre |       |
| Vall de Cardós |          | Alins |
|                | Alins    |       |

### Descripció del terme

#### El perímetre de l'antic terme
El punt de partença d'aquesta descripció és un indret a 2.315 metres d'altitud de l'extrem sud de la Serra de Tudela, a migdia del cim de Tudela, on es troben els termes municipals d'Esterri de Cardós, Lladorre i Alins.

##### Límit ambAlins
Des del punt anterior, el terme amb Alins -el més marcat dels tres, atès que Alins i Esterri de Cardós pertanyen a dues valls diferents- segueix bàsicament carenes. De Tudela, a 2.315 metres d'altitud, el termenal pren la direcció sud, seguint la meitat meridional de la Serra de Tudela fins al Coll de Tudela (2.239,3 m. alt). Tot seguit, segueix la carena de la Serra de Costuix, fins a lo Tufello (2.336,5), de primer cap al sud-est i després cap al sud-oest, fins a la Muntanyeta de Besan (2.157,3). En aquest lloc, la línia de terme s'adreça cap a ponent, cap al Pui de Migdia (2.051,6). Poc després, encara a l'oest, arriba a l'extrem sud-oriental del Pla de Negua, al sud-oest de l'Estació d'esquí de fons Pla de Negua, es troben els termes d'Esterri de Cardós, Alins i Vall de Cardós.

##### Límit amb l'antic terme deRibera de Cardós(ara,Vall de Cardós)
Del Pla de Negua, el termenal s'adreça cap al nord-oest, travessant en primer lloc el pla esmentat. Va a cercar la carena del coll anomenat la Portella (1.861,3) i del Pic de la Portella (1.911,9), on es trobaven els termes d'Estaon, Ribera de Cardós, ata tots dos units en el de Vall de Cardós, i Esterri de Cardós.

##### Límit amb l'antic terme d'Estaon(ara,Vall de Cardós)
Poc després d'aquest pic, torç encara més cap al nord, a l'oest i sud-oest de la Mata d'Esterri, i va davallant per una carena que s'acosta a la Noguera de Cardós just en el lloc on hi ha el pont de la Carretera de Ginestarre. La línia de terme trenca cap al nord seguint un breu tram del riu mateix, deixant el Càmping Les Contioles a ponent, dins del terme de la Vall de Cardós. Al sud de lo Prat, el termenal travessa el riu i s'enfila cap a una carena que va pujant cap a ponent; passa pel nord de Perlluges i assoleix el cim del Pui Tabaca, de 1.718 m. alt. En aquell lloc, la línia limítrof gira cap al nord i segueix la meitat meridional de la Serra Mitjana, fins a un cim de 1.753 metres d'altitud. En aquell lloc va a buscar una lleu carena per anar baixant cap a llevant, de forma ondulada, pel nord de la Quadra de Benante. Travessa la carretera L-504 i poc després la Noguera de Cardós just al nord del paratge d'Escalado i puja per una dreta carena fins a l'extrem de ponent del pla on es troba la capella de Sant Sebastià d'Arròs. Aleshores, torna a girar cap al nord, pel mig de la costa del marge esquerre de la Noguera de Cardós, travessant el Barranc de l'Aubac, fins que arriba al contrafort occidental del Roc Bataller (1.727,8), on es troben els termes municipals d'Esterri de Cardós, Vall de Cardós (Estaon) i Lladorre.

##### Límit ambLladorre
Tot seguit, el termenal emprèn cap a llevant per la carena de Roc Bataller, decantant-se lleument cap al sud, va a cercar el cim de la Punta (1.808,3), la Punta de Roquetes (1.987,3), fins que, sempre en la mateixa direcció, arriba a Tudela, on ha començat aquesta descripció.

### Entitats de població del terme d'Esterri de Cardós
| Entitat de població | Habitants (2023) |
| Arrós de Cardós     | 27               |
| Esterri de Cardós   | 24               |
| Ginestarre          | 7                |
| Benante             | 3                |
| Font: Idescat       |                  |

#### Els altres pobles del terme
Arrós de Cardós, Benante i Ginestarre, que són els pobles que formen el terme municipal d'Esterri de Cardós, disposen cadascun d'ells del seu article propi.

#### El poble d'Esterri de Cardós
Situat a la vall del Torrent d'Esterri, subsidiària per l'esquerra de la zona central de la Vall de Cardós, el poble està agrupat a l'entorn de l'església parroquial de Sant Pau i Sant Pere en un coster que forma part dels contraforts sud-occidentals de la muntanya de la Punta.

#### Les cases del poble[2]
| - Casa Agnès - Casa Aità - Casa Barber - Casa Borrut - Casa Castellar - Casa Coix - Casa Espardenyer - Casa Espartero - Casa Esteve - Casa Estevet | - Casa Farier - Casa Faure - Casa Fuster - Casa Gapito - Casa Garrinaboi - Casa Gràcies - Casa Gros - Casa Ignasi - Casa Isabelet - Casa Iter | - Casa Janet - Casa Jamperi - Casa Llauet - Casa Lliró - Casa Llobet - Casa Magalona - Casa Marc - Casa Marteta - Casa Micàs - Casa Paua | - Casa Paulí - Casa Pellisser - Casa Peret - Casa Permicàs - Casa Petit - Casa Poblador - Casa Ponte - Casa Pubill - La Rectoria | - Casa Respoli - Casa Riuet - Casa Rosset - Casa Tausà - Casa Toni - Casa Txatxo - Casa Vaquer - Casa Xaranga - Casa Xicalló |

## Història

### Edat mitjana
Com tota la Vall de Cardós, Esterri de Cardós pertanyia a la jurisdicció del Comte de Pallars. Més tard, i fins a la fi dels senyorius, passà, com tot el comtat esmentat, als ducs de Cardona i marquesos de Pallars.

### Edat moderna
En el fogatge del 1553, Sterri declara 1 foc eclesiàstic i 7 de laics, uns 40 habitants. Arròs i Ginestarre apareixen amb relació a part.

### Edat contemporània
Pascual Madoz dedica un article del seu Diccionario geográfico... a Esterri de Cardos. S'hi pot llegir que és una localitat amb ajuntament situada en un turó dominat per altes muntanyes, combatut principalment pels vents del nord i del sud. El clima hi és fred, i produeix refredats. Tenia en aquell moment 28 cases i l'església parroquial de Sant Pere, servida per un rector de provisió ordinària mitjançant concurs general i un beneficiat de sang (fill de la parròquia). Hi ha una font de bona qualitat. El territori és muntanyós i pedregós, generalment dolent, i al voltant hi ha tot de muntanyes despoblades d'arbres. S'hi produïa blat, ordi, sègol, patates, una mica de fruita i poques hortalisses. S'hi criava tota mena de bestiar, especialment de llana i vacum. Hi havia caça de llebres, perdius i isards. La indústria era l'agricultura i la recria de bestiar. Comptava amb 13 veïns (caps de casa) i 80 ànimes (habitants).
En el cens del 1857 Esterri de Cardós apareix amb 314 habitants i 66 cèdules personals inscrites, repartides de la manera següent: Arrós, 74 habitants i 15 cèdules personals; Benante, 21 i 3; Esterri de Cardós, 145 i 37, i Ginestarre, 74 i 11. El 2008 va ser un dels nou membres fundadors de l'Associació de micropobles de Catalunya.

#### L'Ajuntament

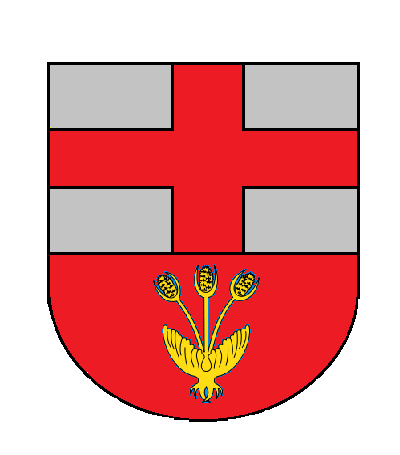
Escut antic d'Esterri de Cardós

##### Alcaldes
- Dionís Castellà (1898)
- Josep Soldevila (1900)
- Manuel Sevilla i Punsola (1979 - 1983)
- Josep Maria Orteu i Soldevila (1983 - 2007)
- Rosa Maria Tejedor i Ferrer (2007 - 2011)
- Maria Pilar Ubach Fàbrega (2011 - 2015)
- Joel Orteu i Aubach (2015 - actualitat)

##### Regidors
Des del 1979, Esterri de Cardós ha tingut els regidors següents: Josep Caminal Blasi, Josep Caminal Gaspà, Josep Català Isús, Josep Colomé Cortès, Vicenç Jubany Caselles, Càndid Laguia Perisé, Joel Orteu Aubach, Josep Maria Orteu Soldevila, Manuel Sevilla Riusola, Rosa Maria Tejedor Ferrer, Maria Pilar Ubach Fàbrega i Antoni Vidal Baró.

##### Legislatura2011-2015
| Candidatura | Candidatura | Cap de llista               | Vots | Regidors | % vots |
| ----------- | ----------- | --------------------------- | ---- | -------- | ------ |
|             | CiU         | Maria Pilar Ubach i Fàbrega | 27   | 2        | 47,37  |
|             | IxEC-PM     | Joel Orteu i Aubach         | 26   | 1        | 45,61  |
| Total       | Total       | 58                          | 58   | 3        |        |

- Maria Pilar Ubach Fabrega (CiU), Alcaldessa
- Vicenç Jubany Caselles (CiU), Regidor
- Joel Orteu Aubach (IxEC-PM), Regidor

## Llocs d'interès
- Església romànica de Sant Pau i Sant Pere d'Esterri de Cardós
- Central hidroelèctrica d'Esterri de Cardós.

## Economia
L'economia tradicional d'Esterri de Cardós estava relacionada amb una minsa agricultura de muntanya, la ramaderia i el pastoreig i l'explotació dels boscos del terme. Amb el pas del temps s'ha anat centrant cada cop més en la ramaderia: el 92,5% de les terres del terme es dediquen a pastures artificials, i la resta es reparteix entre 9 ha. de patates, 9 de cereals i 6 de conreus farratgers.

## Festivitats
- 2n diumenge d'octubre- Festa Major

## Demografia
| 1497 f | 1515 f | 1553 f | 1717 | 1787 | 1857 | 1877 | 1887 | 1900 | 1910 |
| ------ | ------ | ------ | ---- | ---- | ---- | ---- | ---- | ---- | ---- |
| 12     | 25     | 17     | 264  | 289  | 314  | 315  | 281  | 192  | 190  |

| 1920 | 1930 | 1940 | 1950 | 1960 | 1970 | 1981 | 1990 | 1992 | 1994 |
| ---- | ---- | ---- | ---- | ---- | ---- | ---- | ---- | ---- | ---- |
| 245  | 205  | 171  | 154  | 121  | 80   | 52   | 65   | 66   | 66   |

| 1996 | 1998 | 2000 | 2002 | 2004 | 2006 | 2008 | 2010 | 2012 | 2014 |
| ---- | ---- | ---- | ---- | ---- | ---- | ---- | ---- | ---- | ---- |
| 80   | 72   | 75   | 77   | 72   | 69   | 72   | 75   | 75   | 72   |

| 2016 | 2018 | 2020 | 2022 | 2024 | 2026 | 2028 | 2030 | 2032 | 2034 |
| ---- | ---- | ---- | ---- | ---- | ---- | ---- | ---- | ---- | ---- |
| 69   | 69   | 64   | 62   | 63   | -    | -    | -    | -    | -    |